# Nico Rittmeyer
Nicholas „Nico” Rittmeyer (ur. 13 października 1993 w Savannah) – gwatemalski piłkarz pochodzenia amerykańskiego występujący na pozycji środkowego pomocnika, reprezentant Gwatemali.

## Kariera klubowa
Rittmeyer pochodzi z miasta Savannah w stanie Georgia, do którego przeniósł się w wieku dwóch lat z Chapel Hill w Karolinie Północnej. Jest synem Amerykanina i Gwatemalki. Posiada dwóch młodszych braci. Jego ojciec prowadzi praktykę lekarską jako gastroenterolog dziecięcy. Uczęszczał do Savannah Country Day School, a równolegle występował w szkółkach juniorskich SC Battery i South Carolina United. Następnie przez rok studiował na Uniwersytecie Karoliny Północnej w Chapel Hill, gdzie występował w drużynie piłkarskiej North Carolina Tar Heels. W 2013 roku został wybrany do ESPN All-America Team. Następnie przeniósł się do College of Charleston, gdzie pełnił rolę kapitana szkolnego zespołu Charleston Cougars. W 2015 roku wybrano go do All-CAA Second Team, zaś w 2016 roku do All-CAA Third Team.
Na ostatnim roku studiów Rittmeyer grał również w South Georgia Tormenta (zespole filialnym Charleston Battery) na czwartym szczeblu rozgrywkowym – USL Premier Development League. W marcu 2017 podpisał profesjonalny kontrakt z Charleston Battery z drugiego poziomu rozgrywkowego – United Soccer League.

## Kariera reprezentacyjna
W 2012 roku Rittmeyer wystąpił w barwach reprezentacji Stanów Zjednoczonych U-19 na Mercedes-Benz Junior Cup, towarzyskim turnieju rozgrywanym w Stuttgarcie. Następnie zdecydował się jednak na zmianę barw narodowych i grę w reprezentacji Gwatemali, do czego był uprawniony za sprawą pochodzenia matki, wywodzącej się z miasta Gwatemala. W 2020 roku otrzymał gwatemalskie obywatelstwo.
W październiku 2020 Rittmeyer otrzymał od selekcjonera Amariniego Villatoro pierwsze powołanie do reprezentacji Gwatemali, na mecz towarzyski z Hondurasem (2:1). Zadebiutował w niej jednak dopiero 22 stycznia 2021 w wygranym 1:0 sparingu z Portorykiem. Pierwszego gola strzelił już w kolejnym występie, 24 lutego 2021 w wygranym 1:0 meczu towarzyskim z Nikaraguą.